# اروین استرمپل
اروین استرمپل (انگلیسی: Erwin Strempel; ۶ ژانویهٔ ۱۹۲۴ – ۱۷ اکتبر ۱۹۹۹) بازیکن فوتبال اهل آلمان بود.
از باشگاه‌هایی که در آن بازی کرده‌است می‌توان به باشگاه فوتبال زاربروکن اشاره کرد.
وی همچنین در تیم ملی فوتبال زارلند بازی کرده‌است.